# Artur Mundet i Carbó
Artur Mundet i Carbó   (Sant Antoni de Calonge, 9 d'abril de 1878 - Ciutat de Mèxic, 5 de juliol de 1965) (Sant Antoni de Calonge (Baix Empordà), 9 d'abril de 1878 – Ciutat de Mèxic, 5 de juliol de 1965) fou un empresari català establert a Mèxic, conegut per la important tasca filantròpica que va desenvolupar, un testimoni de la qual són les Llars Mundet de Barcelona. Va ser el creador del Sidral Mundet. El seu germà Josep també era empresari i filantrop.

## Biografia

### Orígens

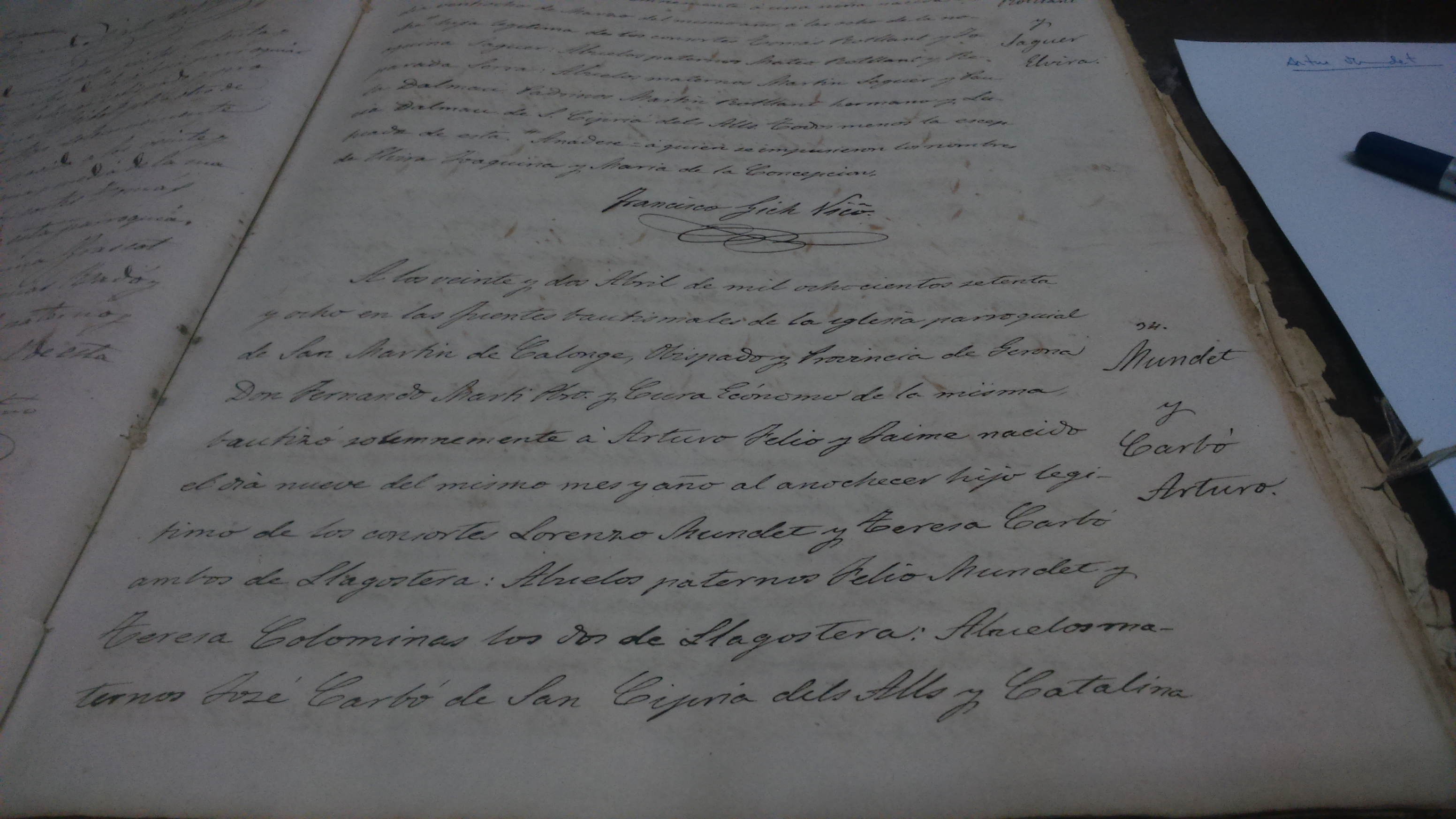
Partida de baptisme d'Artur Mundet

La família d'Artur Mundet havia estat lligada a la manufactura del suro i dels taps des de tres generacions anteriors, totes elles nascudes a Llagostera. Va començar el seu rebesavi, Llorenç Mundet, que també era cirurgià. I aquest ho va traspassar al seu fill Jaume, i aquest, al seu fill Feliu, i aquest, al seu fill Llorenç. Aquest, Llorenç Mundet i Corominas, que treballava al sector surer a Palamós, es traslladà a viure a Sant Antoni de Calonge en casar-se, el 18 de juliol de 1868, amb Teresa Carbó i Saguer, filla d'un petit empresari surer.
A part d'Artur, el matrimoni Mundet Carbó va tenir quatre fills més: Josep (nat el 1869), Caterina (nada el 1873, però va morir als 15 mesos), Martí (nat el 1875, però va morir als 13 mesos) i Caterina (nada el 1884). El fills de Llorenç, tant Josep com Artur, que van fer els estudis primaris a les escoles públiques de Sant Antoni de Calonge, es van incorporar a l'empresa tan aviat com fou possible.

### El suro i Amèrica
Llorenç va impulsar i fer créixer l'empresa del seu sogre, Josep Carbó Molla, natural de Sant Cebrià dels Alls, al terme municipal de Cruïlles. Carbó estava casat amb Caterina Saguer i Moner, natural de Pals. Cap a l'any 1890, el seu fill gran, Josep, se'n va anar als Estats Units per veure les possibilitats de creixement de l'empresa, Lorenzo Mundet e hijos, com van fer altres empresaris surers empordanesos. Allà, l'any 1895 va obrir la primera fàbrica, amb el suport del seu germà, l'Artur. La factoria es va ubicar al barri de Brooklyn de la ciutat de Nova York. Durant aquest temps, Artur Mundet va recórrer tot el continent fent de viatjant, donant a conèixer els productes de l'empresa i venent taps de suro.
L'any 1902, Artur Mundet va visitar Mèxic i va decidir crear una sucursal del negoci familiar. Es diu que va ser la primera fàbrica de taps de suro del país americà. La fàbrica es va ubicar a Las Trancas, que forma part de la colònia Guerrero de la capital mexicana, Ciutat de Mèxic. Paral·lelament, el seu germà Josep va obrir un centre de negocis al Canadà.
Davant el creixement del negoci, l'any 1905, els germans van decidir anar a Portugal, zona de gran producció surera, i posaren en marxa, a Seixal, una gran factoria. D'aquesta secció se'n faria càrrec el seu cunyat Lluís Gubert, casat amb la seva germana Caterina.
El 1906 tornà a Catalunya i es concentrà en la construcció d'una fàbrica nova més gran, a Palamós, que pogués fer front a la demanda creixent.

### Matrimoni i Mèxic
El 27 d'abril de 1906, Artur Mundet es va casar amb Anna Gironella i Llobet, nascuda el 1882, a Barcelona. Mundet va conéixer Gironella a Palamós, on ella feia de mestra a l'escola pública. El matrimoni va fixar la seva residència a la Ciutat de Mèxic. Del matrimoni Mundet Gironella van néixer cinc fills, quatre noies: Josefina, Teresa, Anna i Ramona i un noi, Artur que, cridat a ser l'hereu dels negocis paterns, va protagonitzar una immensa tragèdia familiar quan l'any 1934, amb 20 anys, morí per una llarga malaltia.
Al mateix temps, Artur Mundet va començar a expandir els seus negocis mexicans amb autonomia de l'empresa familiar. Conscient de la competència al tap de suro, va decidir diversificar l'empresa cap a altres productes. Així, va incorporar essències, àcid cítric, colorants de cara a les empreses de begudes, vins i farmàcies. Sense oblidar altres productes de cara a empreses embotelladores.
I dins d'aquests accions cal ressaltar la comercialització, el primer de Mèxic, del tap corona, conegut a Mèxic com a corcholata, ja que era una peça de metall amb una làmina d'aglomerat de suro. Per això va crear la Compañía Manufacturera de Corcholata. L'any 1907, Artur Mundet va obrir la seva pròpia empresa embotelladora Artículos Mundet para Embotelladores. S. A., que es convertí en una de les més importants del continent. El tap corona, creat per William Painter l'any 1891 i patentat un any més tard, era molt adequat per a tota mena de refrescs i begudes amb gas, cada cop més de moda, va adquirir gran popularitat i demanda i va assentar definitivament Mundet com un dels industrials de més prestigi a Mèxic. Tot i que els moments històrics no eren massa favorables als negocis, car el 1910 va esclatar la Revolució Mexicana, Mundet va superar les dificultats i va anar endavant.
El 1921 va contribuir amb altres socis a introduir la fabricació de taps corona a Catalunya important maquinària de Mèxic cap al Principat, que serviria per a obrir-ne una primera factoria a Barcelona. Les primeres tres màquines de fer xapes, adquirides a Mèxic, les va portar en vaixell a Barcelona l'industrial taper Josep Torres Jonama, de Palafrugell, L'empresa de xapes es va obrir al carrer Sepúlveda de Barcelona i es deia Industria Tapón Corona SA.

### ElSidral Mundet
Artur Mundet es va dedicar a fabricar peces i embotellar per empreses de refresc, però va veure que el vertader negoci estava en el món de la mateixa beguda. Per això, va decidir crear el seu propi refresc. El seu gran èxit va venir amb el Sidral Mundet, una beguda de suc de poma amb gas, sotmès a un procés de pasteurització per a evitar-ne la fermentació.. Artur Mundet va patentar la beguda l'any 1918, però sembla que va començar a comercialitzar-la abans. Per un cartell, es pot dir que va començar el 1915.
L'any 1936, Sidral Mundet disposava de tres línies automàtiques. Cadascuna d'elles omplia fins a 120 ampolles de refresc per minut. Uns vint anys més tard, l'empresa de refresc comptava amb nou línies automàtiques que produïen fins a 600.000 ampolles al dia. Sidral Mundet es va convertir en el refresc mexicà de major tradició. Va suposar la consolidació de la fortuna familiar i el triomf empresarial. Per això, Artur Mundet va ser conegut com el rey del sidral. A partir de l'any 1971 es va estendre per Mèxic a través de franquícies. L'any 1988 va desembarcar, a través de Novamex, als Estats Units, com també a altres països americans. L'any 2000, Sidral Mundet va vendre, només a Mèxic, 17 milions de caixes de refresc. Tenia el 4,9% del mercat mexicà.
L'any següent, però, es va decidir vendre la marca a FEMSA Coca Cola. Sidral Mundet i Coca Cola ja havien tingut relacions comercials, ja que en arribar aquesta a Ciutat de Mèxic, l'any 1929, va apostar per ser envasada a l'embotelladora de Mundet. Una relació comercial que va durar fins a l'any 1936.
A part del Sidral Mundet, Artur Mundet va patentar altres begudes, com la cervesa tropical roja, la gasosa Sanagua Mundet, la tònica Ironbock, el refresc Cinauto Mundet, aigua mineral tehuacán, vinagres Castilla, Àguila o Estrella, Sidra Mundet o Sidral Paraiso.

### L'obra filantròpica
La malaltia del fill Artur va trasbalsar el matrimoni Mundet Gironella. Per això, l'any 1933, va finançar la Maternitat Mundet al Sanatori Espanyol de la Ciutat de Mèxic en agraïment a les atencions dispensades al seu fill, que va morir l'11 de febrer de 1934. El 1937 va posar la primera pedra del que havia d'ésser la Casa Llar per a Ancians Artur Mundet, modèlica en la seva època, que va entrar en funcionament l'octubre de 1940. També va fer donació al govern federal mexicà d'un edifici de cinc pisos que es destinà a Hospital Infantil. L'acció filantròpica del matrimoni anava adreçada als infants i la gent gran.
El 1944 va començar el projecte colossal d'un gran parc de 90.000 m² al centre del Districte Federal. Obert al públic i amb instal·lacions per a practicar-hi tota mena d'esports, el Parc Mundet fou acabat el 1956, després d'una inversió de dos milions de dòlars.

### Les Llars Mundet de Barcelona

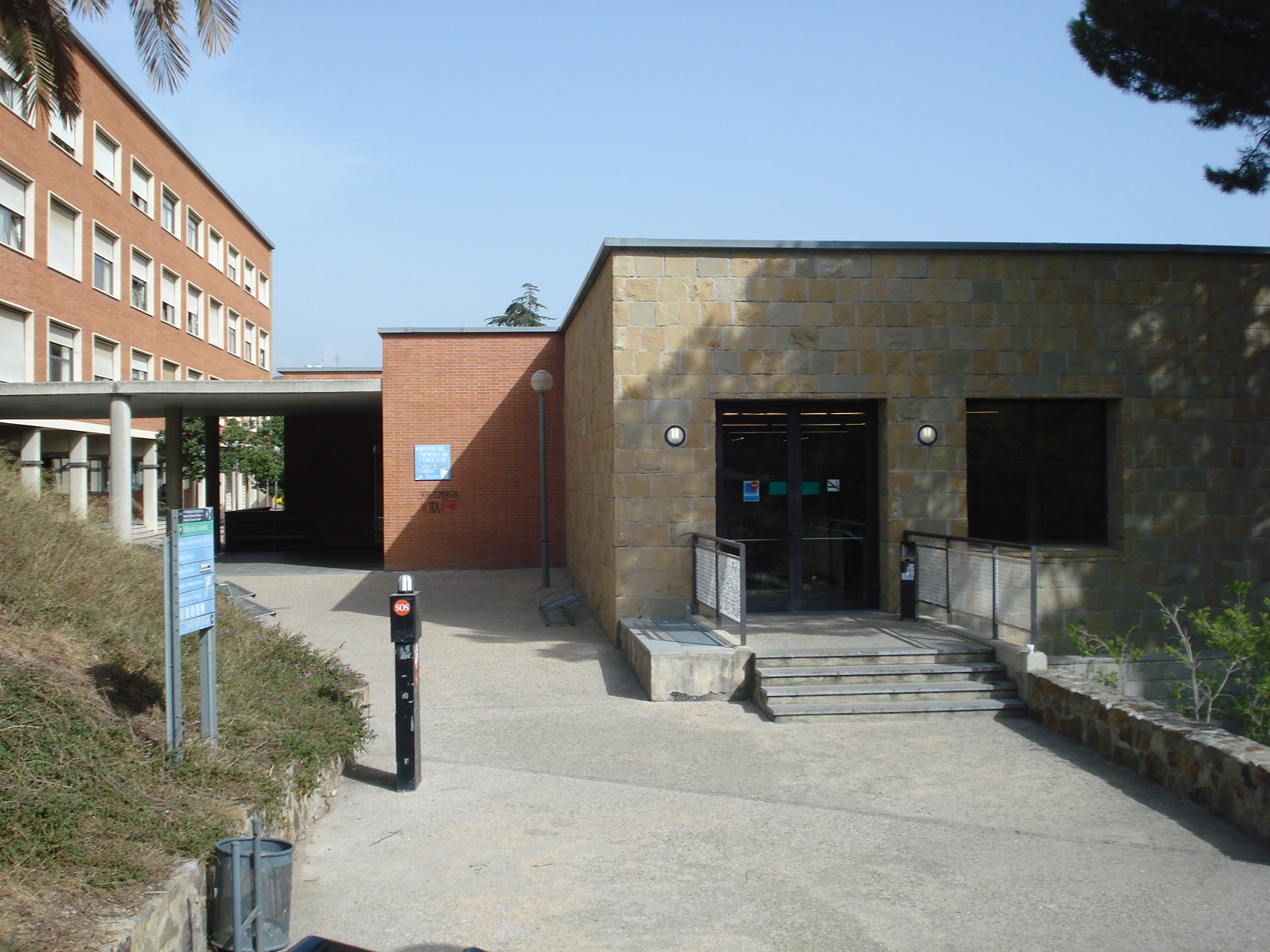
Vista de ledifici de Migdia al complex de les Llars Mundet

L'any 1954, el president de la Diputació de Barcelona es lamentava de la necessitat de remodelació de la Casa de Caritat de la ciutat, que havia quedat obsoleta, i reflexionava sobre les dificultats per a la construcció d'un nou recinte. El matrimoni Mundet es va fer ressò d'aquesta demanda i, des de Mèxic, es va posar en contacte amb la institució per oferir una donació d'un milió de dòlars, 40 milions de pessetes de l'època, per a l'estudi i construcció d'unes noves instal·lacions a la Vall d'Hebron. Va posar unes condicions: que s'havia de dir Llars Anna Gironella de Mundet, que s'havia d'executar en un termini de tres anys, i que farien entregues puntuals, a igual que la Diputació. Aquesta empenta va ésser definitiva per a la realització del projecte. La primera pedra es va col·locar el dia 11 de setembre de 1954. El 14 d'octubre de 1957 foren inaugurades les Llars Anna Gironella de Mundet, amb un conjunt d'edificis moderns i ben preparats destinats a l'atenció d'orfes, ancians, necessitats i malalts.
Amb el temps, les necessitats i els models assistencials van canviar i es reconvertí l'ús del recinte que, a partir de 1996, acull les Facultats de Pedagogia, Psicologia, i Formació del Professorat de la Universitat de Barcelona, en el que s'anomena Recinte Mundet.

### La Germandat de Sant Antoni de Calonge

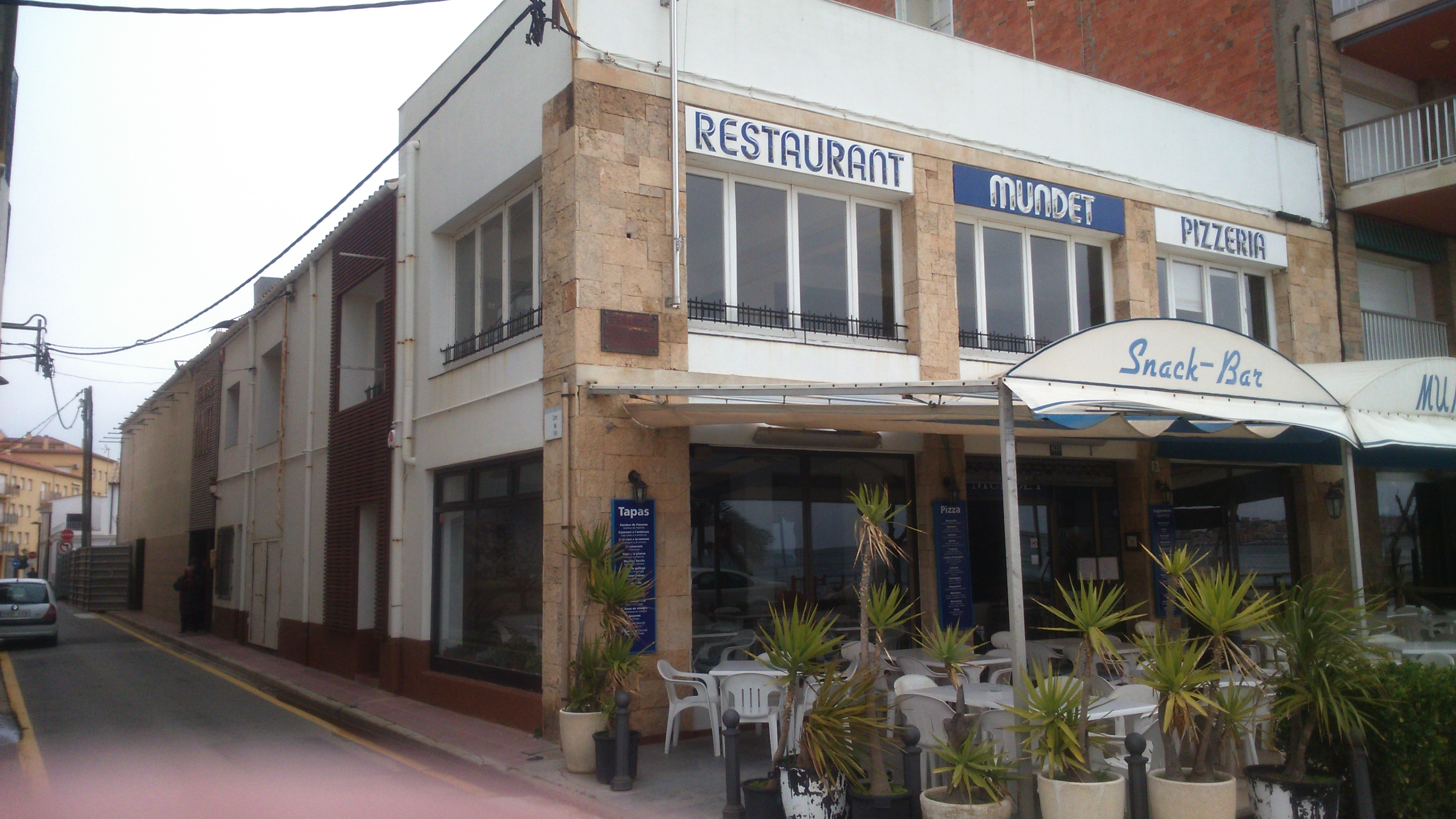
Seu de la Germandat Artur Mundet

El seu poble natal, Sant Antoni de Calonge, també va ésser objecte de l'interès filantròpic d'Artur Mundet. L'any 1934 va fundar la Germandat d'assistència mútua que du el seu nom i que aglutinà les dues entitats que existien en aquell moment: La Bienhechora i la Filantròpica. Anualment va dotar d'aportacions econòmiques la institució. Una ajuda especialment significativa va donar ens els anys més durs de la Guerra Civil i la postguerra, no només econòmica sinó també material i sanitària.
El 1948 va aportar un local social que més tard es convertiria en Teatre Mundet. El 1952 cedí uns terrenys on finalment s'hi construïria un edifici de dotze pisos que ptoporcionava una renda anual a l:entitat. L'edifici es va inaugurar el 1966.
Mundet no va tenir temps de veure acabats els habitatges perquè va morir a casa seva, a la Ciutat de Mèxic, d'un atac de cor, el 4 de juliol de 1965, quan tenia 86 anys. La seva dona, Anna Gironella, va morir el 3 de gener de 1967.

## Guardons
L'any 1941, el Govern de Mèxic va atorgar a Artur Mundet l'Orde del Águila Ázteca, que és una de les màximes condecoracions que es dona als estrangers. Es va justificar el guardó per la seva tasca empresarial i filantròpica.
La Diputació de Barcelona va acordar l'any 1954, per ple, la Medalla d'Or de la provincia a Anna Gironella i el títol de diputat provincial honorari a Artur Mundet. Al mateix temps, va demanar a l'Estat espanyol l'ingrés del matrimoni a l'Orde Civil de Beneficència, amb la Gran Creu. Això es va acordar tres anys més tard, aprofitant la inauguració de les Llars Mundet.

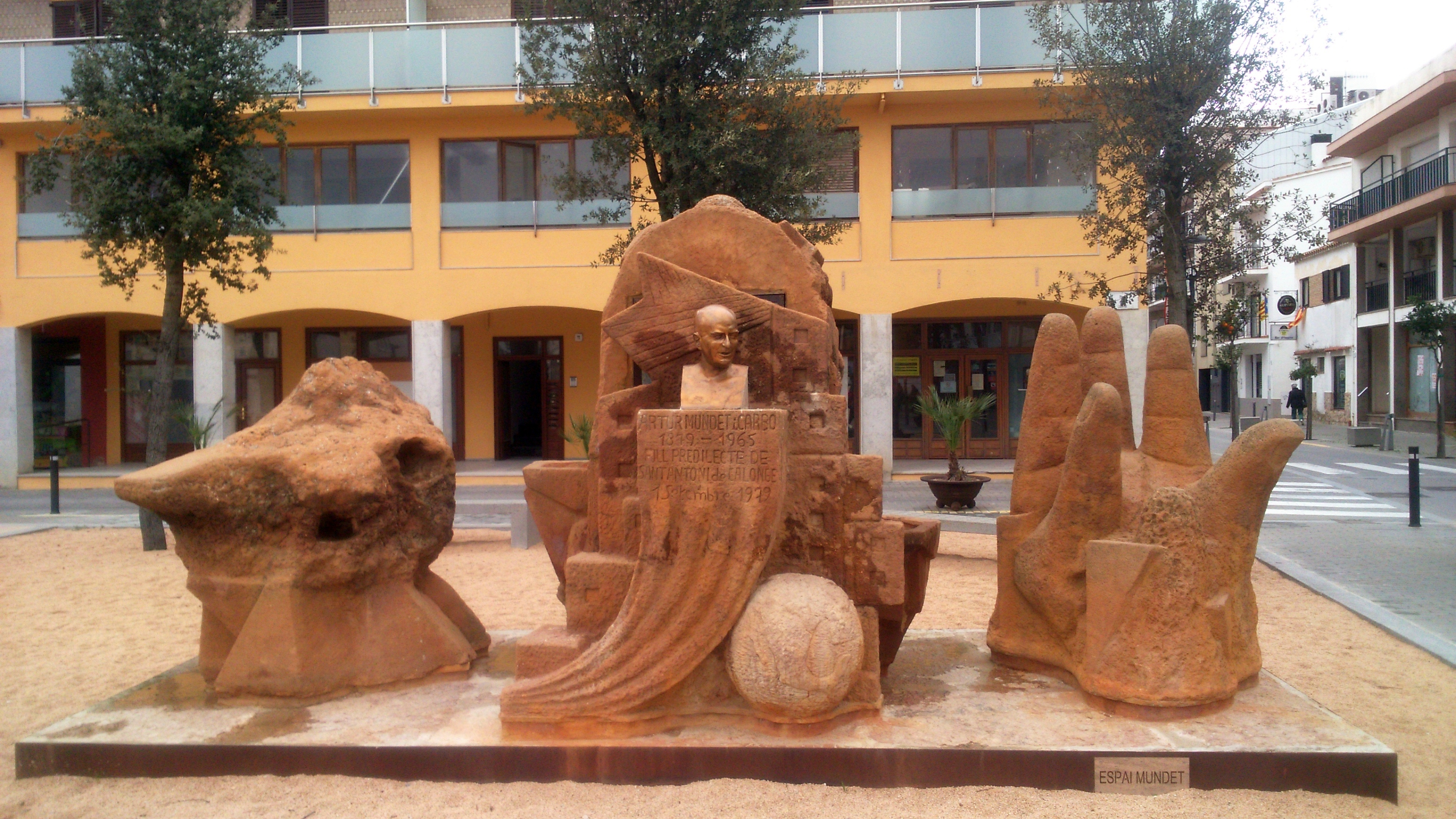
Monument dedicat a Artur Mundet, a Sant Antoni de Calonge.

L'any 1979, amb el retorn de la democràcia a l'Estat espanyol, el ple de l'Ajuntament de Calonge va decidir nomenar Artur Mundet fill predilecte del municipi. Al mateix temps, el ple li va dedicar un carrer, mentre la Germandat Artur Mundet li va dedicar el conjunt escultòric, de l'artista Antoni Delgado.
L'any 2010, El Saló de l'Empresariat de Mèxic, creat per Impulsa i el grup editorial Expansión, va homenatjar Artur Mundet per la seva contribució substancial en el desenvolupament industrial de Mèxic i de la seva comunitat, com un exemple per als joves mexicans.
D'altra banda, el músic calongí Ricard Viladesau, va decidir dedicar-li una sardana. La peça, que es va estrenar l'any 1950 a Sabadell, es diu Camí de Mèxic.